# Karczmarski Wierch
Karczmarski Wierch (słow. Skalka, Krčmárske skalky, niem. Klippberg, 1438 m n.p.m.) – wybitny szczyt reglowy w słowackich Tatrach Wysokich. Jest to najwybitniejsze wzniesienie w północno-zachodnim ramieniu Szerokiej Jaworzyńskiej (Široká) oddzielającym Dolinę Białej Wody (Bielovodská dolina) od Doliny Szerokiej (Široká dolina) – dużej gałęzi Doliny Jaworowej (Javorová dolina). Od Golicy (Holica, 1629 m) oddzielony jest przełęczą Stary Szałas (Starý salaš, 1302 m), a od Gombosiego Wierchu (Gombošov vrch, 1195 m) – płytką Gombosią Przełęczą. W partiach szczytowych wyróżnia się kilka wzniesień – w części północno-wschodniej dwa wierzchołki o niemal równej wysokości (1438 m), a w części południowo-zachodniej dwie niższe kulminacje (1417 i 1413 m). Od północno-wschodniego wierzchołka odchodzi w kierunku wschodnim krótki grzbiet z Kubalowym Siodłem i Kubalową Czubą.
Masyw Karczmarskiego Wierchu porośnięty jest w części górnoreglowym lasem. W pobliżu grani szczytowej, po stronie Doliny Szerokiej znajdują się dolomitowe skałki, zwane Karczmarskimi Skałkami – od nich wywodzi się słowacka nazwa szczytu. W dawniejszej literaturze polskiej był on najczęściej nazywany Wierch Skałki (nazwa ta funkcjonuje również we współczesnym przewodniku Tatry Słowackie Józefa Nyki).
Karczmarski Wierch wznosi się nad dolinami:
- od północnego wschodu nad Doliną Białego Potoku – niewielkim odgałęzieniem Doliny Jaworowej
- od południowego wschodu nad Doliną Szeroką
- od północnego zachodu nad Doliną Czerwoną (Červená dolina) – niewielką gałęzią Doliny Białki.

Na szczyt nie prowadzi żaden szlak turystyczny.

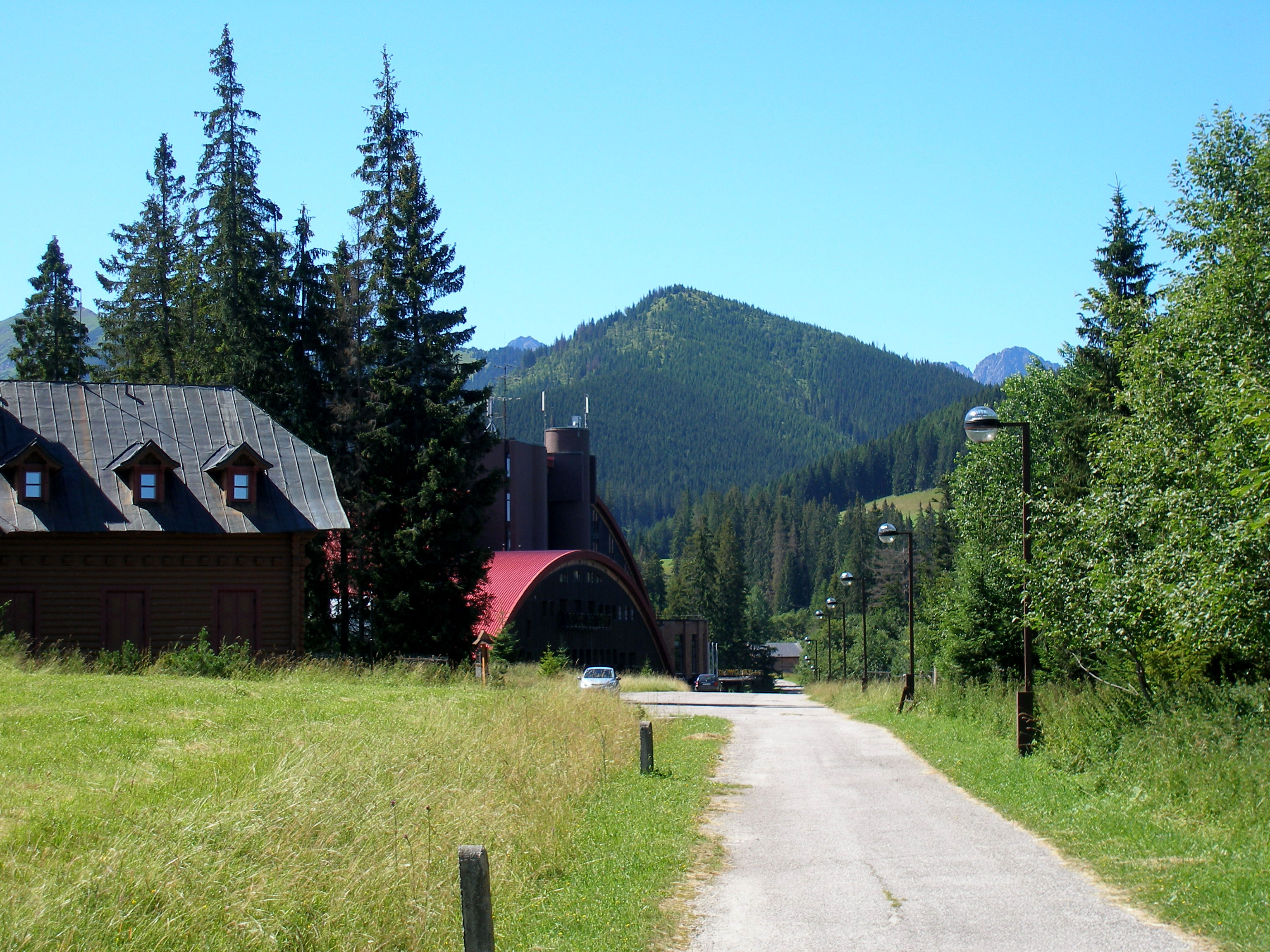
Karczmarski Wierch spod „zameczku myśliwskiego” księcia Hohenlohego w Jaworzynie Tatrzańskiej, po lewej widoczne Rysy, po prawej Mięguszowiecki Szczyt